# اندیس حاجی الوان
حاجی الوان یک اندیس مصالح ساختمانی است که در حوالی شهر نجف آباد استان اصفهان قرار دارد و مادهٔ معدنی موجود در آن، مرمریت است.